# 동삭로
동삭로(Dongsak-ro) 평택시 원평동 통복교앞 삼거리 에서 송탄동를 잇는 도로이다.

## 주요 경유지
경기도
- 평택시 (원평동 . 송탄동)

## 노선
| 이름                      | 접속 노선                 | 소재지 | 소재지 | 비고                 |
| ------------------------- | ------------------------- | ------ | ------ | -------------------- |
| 통복교앞 삼거리           | 평남로                    | 평택시 | 원평동 |                      |
| 통복사거리                | 평택로                    | 평택시 | 세교동 |                      |
| 세교동행정복지센터 사거리 | 중앙1로 세교3로           | 평택시 | 세교동 |                      |
| 세교동사거리              | 세교1로 통복시장1로29번길 | 평택시 | 세교동 |                      |
| 법원사거리                | 국도 제1호선 (경기대로)   | 평택시 | 세교동 | 지방도 제317호선구간 |
| 동삭1 교차로              | 비전4로 동삭1로           | 평택시 | 동삭동 | 지방도 제317호선구간 |
| 동삭 교차로               | 국도 제45호선 (남북대로)  | 평택시 | 동삭동 | 지방도 제317호선구간 |
| 삼남로와 직결             |                           |        |        |                      |

## 주요 시설및 건물
- GS칼텍스 직영 세교주유소 (동삭로 224/세교동 23-2)
- SK에너지 서울석유 이에스 주유소 (동삭로 363/동삭동 337-1)
- 농협 평택축산농협 동삭지점 (동삭로 368/동삭동 831-1)
- 노브랜드 평택동삭점 (동삭로 374/동삭동 830-1)